# 張金
張金（1456年—？），字質夫，直隸廣德州人，民籍，明朝政治人物。

## 生平
成化十九年（1483年）癸卯科應天府鄉試第七十九名舉人。弘治三年（1490年）中式庚戌科會試第一百四十四名，三甲第一百八十七名進士。官岳州府知府。

## 家族
曾祖張天祥；祖父張思政；父張和，母沈氏。严侍下。